# 孙家堃
孙家堃，男，汉族，天津市天津人，教授。多年从事本科及研究生西班牙语教学与研究，所涉领域广泛。曾赴墨西哥、西班牙进修及讲学，专攻美洲历史，美洲史前文明，中西交流及西语翻译等方向。在国内外期刊或学术会议中发表论文多篇，并著有多部个人专著及译作，其中译作《中华大帝国史》被誉为“西方第一本全面介绍中国的书”；译作《西印度毁灭述略》已收入商务印书馆“汉译世界学术名著丛书珍藏版”。曾经担任北二外学术委员会委员，原北京第二外国语学院西班牙语系主任，中国拉丁美洲学会理事，中国太平洋学会理事，中国拉丁美洲历史学会理事。

## 生平
1965年毕业于北京外语学院（现北京外国语大学Universidad de Estudios Extranjeros de Beijing）西班牙语系，随即进入北京第二外国语学院（Universidad de Estudios Internacionales de Beijing）任教，并于1979年赴墨西哥学院（Colegio de México）学习拉美文学、拉美历史、翻译学等。归国后继续在北二外从事教学工作，曾任职北二外西欧系副主任、西班牙语系教研室主任；后在1995年赴西班牙马德里教授汉语；2001年至2003年受聘于中国传媒大学；2006年起至今应邀返聘于大连外国语学院（Universidad de Lenguas Extranjeras de Dalian），任德语系西班牙语专业教授，深受学生敬重。

## 主要专著及译著

### 个人专著
- 《印第安人的保卫者－拉斯·卡萨斯》 商务印书馆出版
- 《西汉经贸金融词典》主编，台湾中央出版社出版

### 译著
- （西班牙）胡安·冈萨雷斯·德·门多萨著：《中华大帝国史》（Historia del Gran Reino de la China）
- （意大利）克里斯托瓦尔·哥伦布著：《哥伦布航海日记》（Diario de Navegación）
- （西班牙）巴托洛梅·德拉斯·卡萨斯：《西印度毁灭述略》（Historia de la destrucción de las Indias）

## 科研成果摘录
- 1995年应西班牙Fernando Rielo基金会邀请赴西班牙进行题为《在中国传教的西班牙传教士》的学术研究
- 1999年应西班牙外交部邀请赴该国进行学术研究，课题为“当代西班牙的汉学研究”

发表论文
- 《学丛》 1983－2，“拉丁美洲魔幻现实主义”
- 《拉丁美洲研究》1991－1，“哥伦布‘发现’美洲的历史作用”
- 《世界知识》1992－19 期，“哥伦布一生”

## 研究方向
拉美文学，美洲历史，美洲、印第安文明等。